# Imants Sinka
Imants Sinka, född 6 april 1915 i Riga, Lettland, död 14 oktober 1993 i Molkom, Nyeds församling, Karlstad
, var en lettisk-svensk tecknare, målare och apotekare. 
Han var son till apotekaren Karl Sinika och Zelma Dzinejs och från 1953 gift med Sofija Zommers och far till Silvija Boijsen-Sinka. Sinika avlade en mag. pharm.-examen i Lettland och kom som flykting till Sverige 1944 och efter en kortare tid i Stockholm arbetade han först som farmaceut i Kristinehamn. Han kom därefter att helt arbeta med konstnärligt arbete där han var autodidakt som konstnär. Han bedrev självstudier under resor till bland annat Polen, Tyskland och Österrike. Separat ställde han ut i bland annat i Molkom, Göteborg, Hagfors, Filipstad, Kristinehamn, Karlstad, Paris och i Riga. Han medverkade ett flertal gånger i Värmlands konstförenings samlingsutställningar på Värmlands museum och utställningar med provinsiell konst på olika platser i Värmland. Bland hans offentliga arbeten märks väggmålningen Vårdkasenpå Hemvärnsgården i Molkom. Hans konst består av stilleben, landskap från trakterna kring Molkom och Öland samt abstrakta motiv med en politisk baktanke. Sinka är representerad i Filipstads kommuns konstsamling med 11 verk och Värmlands museum. Han har också flera tavlor i Vingåkers kommun.